# Comtés de l'État de Caroline du Sud
L’État de Caroline du Sud est divisé en 46 comtés (counties). Entre parenthèses, le nom du siège du comté. 
- Abbeville (Abbeville)
- Aiken (Aiken)
- Allendale (Allendale)
- Anderson (Anderson)
- Bamberg (Bamberg)
- Barnwell (Barnwell)
- Beaufort (Beaufort)
- Berkeley (Moncks Corner)
- Calhoun (Saint Matthews)
- Charleston (Charleston)
- Cherokee (Gaffney)
- Chester (Chester)
- Chesterfield (Chersterfield)
- Clarendon (Manning)
- Colleton (Walterboro)
- Darlington (Darlington)
- Dillon (Dillon)
- Dorchester (Saint George (Caroline du Sud))
- Edgefield (Edgefield)
- Fairfield (Winnsboro)
- Florence (Florence)
- Georgetown (Georgetown)
- Greenville (Greenville)
- Greenwood (Greenwood)
- Hampton (Hampton)
- Horry (Conway)
- Jasper (Ridgeland)
- Kershaw (Camden)
- Lancaster (Lancaster)
- Laurens (Laurens)
- Lee (Bishopville)
- Lexington (Lexington)
- Marion (Marion)
- Marlboro (Bennettsville)
- McCormick (McCormick)
- Newberry (Newberry)
- Oconee (Walhalla)
- Orangeburg (Orangeburg)
- Pickens (Pickens)
- Richland (Columbia)
- Saluda (Saluda)
- Spartanburg (Spartanburg)
- Sumter (Sumter)
- Union (Union)
- Williamsburg (Kingstree)
- York (York)